# Recey-sur-Ource
Recey-sur-Ource település Franciaországban, Côte-d’Or megyében. Lakosainak száma 338 fő (2022. január 1.). Recey-sur-Ource Faverolles-lès-Lucey, Bure-les-Templiers, Chambain, Essarois, Leuglay, Menesble, Montmoyen és Terrefondrée községekkel határos.

## Népesség
A település népessége az elmúlt években az alábbi módon változott:
| Lakosok száma | 662  | 498  | 461  | 398  | 371  | 370  | 363  | 351  | 345  | 338  |
|               | 1968 | 1982 | 1990 | 2006 | 2013 | 2015 | 2017 | 2019 | 2020 | 2022 |